# Ichnosomunda sacchii
Ichnosomunda sacchii es una especie de molusco gasterópodo terrestre de la familia Hygromiidae en el orden de los Stylommatophora.

## Distribución geográfica
Es endémica de Cerdeña (Italia). 

## Estado de conservación
Se encuentra amenazada de extinción por la pérdida de su hábitat natural.